# Wasted Love
«Wasted Love» (укр. Втрачене кохання) — пісня австрійського співака JJ, з якою він як представник Австрії здобув перемогу на Пісенному конкурсі Євробачення 2025 в Базелі, Швейцарія. Пісня присвячена темі нерозділеного кохання.

## Про пісню
«Wasted Love» написали Йоганнес Піч (JJ), Томас Турнер і Теодора Шпірич, представниця Австрії на Євробаченні 2023 та співавторка тогорічної конкурсної пісні «Who the Hell Is Edgar?». Продюсерами стали Пеле Лоріано й Томас Турнер.
2024 рік був складним для JJ, і співак захотів створити пісню для Євробачення про свій особистий досвід. Він зв'язався з Теодорою Шпірич, яка запросила JJ до Берліна, де під час студійної сесії вони швидко написали текст і музику. Продюсер Томас Турнер, своєю чергою, допоміг виразити емоції в пісні через створення меланхолійних акордів.

JJ описує «Wasted Love» наступним чином:
«Ця пісня ідеально відбиває мій досвід нерозділеного кохання. Є унікальний вид розбитого серця, коли ти маєш так багато любові, яку хочеш віддавати, але їй ніде приземлитися. Таке відчуття, ніби пливеш морем на крихкому паперовому кораблику; хапаєшся за будь-яку крихту надії, лише щоб спостерігати, як вона (надія) розчиняється під тобою. І все ж у цій наївній відданості є щось безперечно прекрасне. Тому що, врешті-решт, просто здатність любити — хоч би як марно — це прекрасна річ сама по собі».
Пісня написана у стилі повільної поп-опери, яка у фіналі переходить у техно-біт. Її також описують як «поєднання стрімкого сопранового виконання Марії Каллас, драму дів 90-х, таких як Селін [Діон] і Вітні [Г'юстон], і хаос із важкими басами, хаотичний попмузикантки від Charli XCX».

## Кліп
На початку лютого 2025 року стало відомо, що JJ розпочав зйомки кліпу для «Wasted Love». Прем'єра кліпу відбулася 6 березня на офіційному YouTube-каналі Євробачення одразу з публікацією пісні. Режисером кліпу став Веселий Марек.

Кліп на «Wasted Love» відображає інтенсивність емоцій нерозділеного кохання. За словами Марека, відео «покликане стати візуальною подорожжю в глибоку безодню нерозділеного кохання, підкресленим драматичними елементами. Воно складається з п'яти актів і грає з оперною атмосферою як основним настроєм».
Кліп знімали в різних місцях, зокрема в сосновому лісі поблизу Вінер-Нойштадта, у міському театрі Бадена та у віденській школі підводного плавання, де Джей Джей занурювався під воду для підводних зйомок. Ліс із водою і снігом відтворили в студії в Нижній Австрії.

## Пісенний конкурс Євробачення 2025

### Внутрішній відбір
7 вересня 2024 року австрійський мовник Österreichischer Rundfunk (ORF) офіційно оголосив про свій намір взяти участь у Пісенному конкурсі Євробачення 2025. Представника визначали шляхом внутрішнього відбору.
У жовтні 2024 року австрійські ЗМІ повідомляли про те, що мовник розглядає сім заявок, які увійшли до короткого списку претендентів. Серед виконавців були, поміж інших, Додо Мюрер, який у складі The Makemakes представляв Австрію на Євробаченні 2015, а також Йоганнеса Піча, Нноа, Філіпа Піллера та Кайла Крістін.
30 січня 2025 року пісню «Wasted Love» у виконанні Піча під псевдонімом JJ оголосили заявкою Австрії на Євробачення 2025 під час радіошоу Ö3-Wecker. Пісню обрали в першому таборі з написання пісень, який відбувся в Австрії з наміром створити композиції для Пісенного конкурсу Євробачення. Представника Австрії обирали 30 членів національного та міжнародного журі, 30 членів журі від фанатів Євробачення з 5 клубів OGAE та редакція ORF, що відповідає за організацію участі країни на конкурсі.

### На Євробаченні
28 січня 2025 року відбулося жеребкування, яке визначило, у якому з півфіналів Євробачення, що пройшло який на арені Санкт-Якобсгалле в Базелі, Швейцарія, змагатиметься кожна країна. За результатами жеребкування Австрія потрапила до першої половини другого півфіналу.
15 травня JJ виконав «Wasted Love» у півфіналі під шостим порядковим номером. Виступ JJ на Євробаченні інтимний та особистий — він виступав на сцені сам. Все для того, щоб глядачі змогли відчути емоції, які співак пережив під час досвіду, описаного у «Wasted Love». У постановці використані елементи води, дощу та човнів, які також присутні у музичному відео, хоча відео і виступ — це різні твори. JJ прагнув залишатися справжнім і передати через свій виступ свою автентичність та емоції. У півфіналі Австрії вдалося набрати 104 бали, що принесло країні 4 місце й право участі у фіналі.
17 травня відбувся фінал Євробачення 2025, де пісня «Wasted Love» була представлена під дев'ятим порядковим номером. Після оголошення балів журі стало відомо, що JJ став у їхньому голосуванні лідером з 258 балами. Журі Бельгії, Ірландії, Латвії, Нідерландів, Німеччини, Норвегії, Швеції та Фінляндії віддали «Wasted Love» свої 12 балів. У голосуванні глядачів пісня зібрала 178 балів і стала лише четвертою, а також не здобула найвищої оцінки від глядачів жодної країни, проте це завадило Австрії здобути перемогу на конкурсі. Так, «Wasted Love» стала піснею-переможницею Євробачення 2025 з загальними 436 балами.

## Чарти
| Чарт                                | Найвища позиція |
| ----------------------------------- | --------------- |
| Австрія (Ö3 Austria Top 40)         | 1               |
| Фінляндія (Suomen virallinen lista) | 10              |